# Väikene Saarjärv
Väikene Saarjärv (est. Väikene Saarjärv) – jezioro w Estonii, w prowincji Võrumaa, w gminie Antsla. Położone jest na południowy północ od wsi Ähijärve. Ma powierzchnię 4,6 ha linię brzegową o długości 1224 m, długość 435 m i szerokość 220 m. Sąsiaduje z jeziorami Suur Saarjärv, Pormeistri, Suur Saarjärv, Küüdre, Väikene Pehmejärv. Położone jest na terenie Parku Narodowego Karula.